# Die Zukunft in unseren Händen
Die Zukunft in unseren Händen (Originaltitel: Sages-femmes, internationaler Titel: Midwives, dt.: „Hebammen“) ist ein französischer Spielfilm von Léa Fehner aus dem Jahr 2023. Das Drama stellt den harten Arbeitsalltag auf der Entbindungsstation eines Krankenhauses aus der Sicht zweier junger Hebammen in den Mittelpunkt. Die Hauptrollen übernahmen Khadija Kouyaté und Héloïse Janjaud. Der Film wurde im Februar 2023 im Rahmen der Internationalen Filmfestspiele Berlin uraufgeführt. Eine reguläre Ausstrahlung fand über den deutsch-französischen Fernsehsender Arte am 21. April 2023 statt.

## Handlung
Sofia und Louise haben gerade erst ihre Ausbildung als Hebammen beendet. Beide sind miteinander befreundet und teilen sich eine gemeinsame Wohnung. Als sie gemeinsam auf der Entbindungsstation eines französischen Krankenhauses ihre Arbeit beginnen, werden sie in den hektischen Berufsalltag hineingeworfen. Aufgrund des unterfinanzierten Gesundheitssystems arbeiten die Ärzte und Pfleger am Limit. Für die Einarbeitung von Sofia und Louise besteht kaum Zeit. Beide werden vom ersten Tag an mit überfüllten Fluren, Kreißsälen und defekter Technik konfrontiert. Die jungen Frauen haben einen sehr unterschiedlichen Start. Schon bald fordert die permanente angespannte Situation zwischen Fürsorge und Stress auch Sofias und Louises Freundschaft heraus.

## Entstehungsgeschichte
Die Zukunft in unseren Händen ist der dritte Spielfilm der französischen Regisseurin Léa Fehner. Das Drehbuch verfasste sie gemeinsam mit ihrer langjährigen Autorenkollegin Catherine Paillé, mit der sie seit ihrem Kurzfilmdebüt Sauf le silence (2004) zusammenarbeitete. Das Skript basiert auf einen Workshop, den sie mit Schauspielstudenten des Pariser Conservatoire national supérieur d’art dramatique (CNSAD) in deren Abschlussjahr veranstaltete. Beinahe ein Dutzend der Nachwuchsschauspieler wurden später auch für den Film engagiert, darunter Héloïse Janjaud und Khadija Kouyaté, die die Hauptrollen als befreundete Hebammen Louise und Sofia übernahmen.
Der Film wurde von Grégoire Debailly für Geko films in Zusammenarbeit mit Arte France produziert. Die Filmproduktionsgesellschaft hatte bereits unter ähnlichen Bedingungen mit CNSAD-Schauspielschülern den Spielfilm Ein Sommer zum Verlieben (À l’abordage, 2020) von Guillaume Brac realisiert. Die Dreharbeiten zu Die Zukunft in unseren Händen fanden vom 24. Januar bis 5. März 2022 zwischen Saint-Gaudens und Toulouse statt, der Heimat von Fehner. Weiterhin wurde das Projekt unter anderem finanziell von der Region Okzitanien / Pyrénées-Méditerranée in Zusammenarbeit mit der staatlichen Filmförderungsbehörde Centre national du cinéma et de l’image animée (CNC) unterstützt.

## Veröffentlichung
Die Uraufführung von Die Zukunft in unseren Händen fand am 19. Februar 2023 bei den Filmfestspielen Berlin in der Sektion Panorama statt. Eine reguläre Veröffentlichung von Arte erfolgte als Fernsehfilm am 21. April 2023.

## Auszeichnungen
Im Rahmen seiner Aufführung auf der Berlinale ist der Film für den Panorama Publikumspreis nominiert.
Der Film gewann den Preis der ökumenischen Jury.